# Esferocitosis hereditaria
La esferocitosis hereditaria o anemia esferocítica congénita es una enfermedad genética (75 % de los casos son autosómicos dominante y el otro 25 % corresponde a un patrón autosómico recesivo), que forma parte de las llamadas anemias hemolíticas, caracterizada por la producción de hematíes (glóbulos rojos) de forma esferoidal, por un defecto en la membrana del mismo, lo cual hace que se destruya con facilidad en el bazo. Originalmente descrita por los profesores belgas Vanlair y Masius alrededor de 1870, es la anemia hemolítica hereditaria más prevalente en la población.

## Causas

La esferocitosis hereditaria está causada por una variedad de mutaciones en los genes que transcriben para la espectrina (el defecto más frecuente), pero el más común es la deficiencia de anquirina. la ankirina (o anquirina), y otras proteínas de la membrana del hematíe.
Estas proteínas son necesarias para mantener la forma normal del hematíe, que es la de un disco bicóncavo. Estos defectos de membrana disminuyen en el glóbulo rojo su elasticidad y deformabilidad características y aumenta la concentración corpuscular media de hemoglobina (CCMH).
Como una de las funciones del bazo es eliminar aquellos hematíes de formas anormales (que generalmente son antiguos), también destruye los esferocitos.

## Síntomas
Generalmente comienza a los 5 o 6 años de edad, aunque puede presentarse en recién nacidos, de manera lenta, como una anemia crónica con ictericia (hiperbilirrubinemia no conjugada por hemólisis intravascular) y esplenomegalia (aumento del tamaño del bazo). También puede cursar con palidez, fatiga, debilidad, orina oscura, dolor abdominal, fiebre, cálculos biliares.
Las infecciones pueden desencadenar crisis hemolíticas y aplásicas.

## Prevalencia
Se estima que la prevalencia es de 2.2 de cada 10 000 nacidos vivos, la mayoría heredados de sus padres. Un 25 % de los casos es debido a una neomutación.

## Diagnóstico
Mediante un análisis de sangre y la visualización de los hematíes al microscopio, el médico puede diagnosticar esta enfermedad. La fragilidad osmótica está característicamente elevada, esta prueba se realiza después del año de edad. La prueba de Coombs es generalmente negativa (–). Es también importante el fundamento de antecedentes familiares.

## Tratamiento
Depende de la evolución, a veces son necesarias transfusiones de sangre para normalizar las cifras de hematíes, otras veces es necesaria una esplenectomía (extirpación del bazo) para controlar la enfermedad. En algunos casos se controla con ácido fólico o hierro.